# Alice nel Paese delle Meraviglie (film 1933)
Alice nel Paese delle Meraviglie (Alice in Wonderland) è un film del 1933, diretto da Norman Z. McLeod e basato su una sceneggiatura di Joseph L. Mankiewicz, tratta dai libri di Lewis Carroll, Le avventure di Alice nel Paese delle Meraviglie e Attraverso lo specchio e quel che Alice vi trovò.

## Trama
In una fredda giornata invernale, Alice sta sfogliando un libro, annoiata, mentre la sua tutrice sta ricamando.
Ella vorrebbe tanto uscire fuori in mezzo alla neve ma la sua governante glielo impedisce intimandole di rimanere in casa: in mezzo alla bianca tundra, la bambina intravede un bianco leprotto.
Dopo essere stata rimproverata ulteriormente per aver parlato con dei pezzi da gioco di una scacchiera, in preda alla noia, si addormenta e, quando si risveglia, riesce ad attraversare lo Specchio del salotto e ad arrivare dall'altra parte, rimanendo sorpresa di constatare di persona che ogni cosa sia ribaltata rispetto al suo mondo.
Dopo essere uscita di corsa dalla Casa dello Specchio, nota un Buffo Coniglietto con giacca e panciotto, che consulta affannosamente un grosso orologio, esclamando di essere continuamente in ritardo: lo insegue fino a vederlo scomparire dietro i cespugli: vi entra e, sorprendentemente, riesce ad infilarsi in una Conigliera, che la conduce in un'enorme stanza nella quale trova una minuscola porticina ed un solido tavolino di cristallo con una chiavetta al di sopra di esso: la prende, la infila nella serratura, e qual non esser la sua gioia, nel notar un magnifico giardino al suo interno. 
Siccome le sue spalle non potrebbero mai oltrepassar la soglia, ma decisa a non rinunciare, ritorna al tavolo su cui nota una bottiglietta con una strana etichetta "Bevimi!", decide di provare a berla, e, in un baleno, diventa così alta da arrivare al soffitto e, disperata, si mette a piangere tant'è che la stanza si allaga completamente, ma notando un pasticcino, che portava la scritta "Mangiami!", rimpicciolisce in un modo così istantaneo, che finisce per ritrovarsi quasi in un oceano vastissimo.
Qui, incontra un Topolino assieme al quale si prepara al "Corritondo", una corsa a tempo indeterminato costituendo un cerchio. Dopodiché, si ritrova in un luogo pieno di alti alberi, piante e fiori meravigliosi e steli d'erba fin sopra la sua testa, si ritrova a riposarsi sotto l'ombra di un grosso fungo, ma decisa ad analizzarlo, i suoi occhi incontrano quelli di un enorme Bruco, seduto sul cappello del fungo, che ne stava tranquillamente calmo a fumare il narghilè...

## Produzione
Il film fu prodotto dalla Paramount Pictures.

## Distribuzione
Distribuito dalla Paramount Pictures, il film uscì nelle sale cinematografiche statunitensi il 22 dicembre 1933. In Italia, uscì il 7 giugno 1935.
Ancora oggi il film è talvolta trasmesso in paesi di lingua angolofona su canali televisivi come Turner Classic Movies.
In origine, il film durava 90 minuti, ma quando EMKA comprò i diritti televisivi sul film nei tardi anni '50, fu tagliato a 77 min.
La Universal Studios ha distribuito una versione DVD del film il 2 marzo 2010, realizzando così la prima versione "home video" dell'opera cinematografica.

### Date di uscita
IMDb
- USA	22 dicembre 1933
- Giappone	15 marzo 1934
- Francia	12 ottobre 1934
- Portogallo	24 dicembre 1934
- Italia	7 giugno 1935
- Svezia	21 settembre 1936
- Finlandia	5 gennaio 1939

Alias
- Alice in Wonderland	USA (titolo originale)
- Alice au pays des merveilles	    Francia
- Alice i underlandet	    Svezia
- Alice ihmemaassa	Finlandia
- Alice nel paese delle meraviglie	Italia
- Alice no País das Fadas  	Portogallo
- Alice no País das Maravilhas	      Brasile
- Alicia en el país de las maravillas	     Spagna
- Alicja w Krainie Czarów 	Polonia